# Zain al-Abidin-moskee
De Zain al-Abidin-moskee is een sjiitische vrijdagmoskee in de stad Koeweit, de hoofdstad van de Staat Koeweit. Het is vernoemd naar Zain al-Abidien, de zoon van Hoessein.
De moskee bevindt zich in Salmiya in de stad Koeweit. Het werd geopend in 1977.
Ayatollah Abu l-Qasim ad-Dibadji is de imam in de moskee.